# Miguel de Icaza
Miguel de Icaza (*1972, Ciudad de México, Mexiko) je programátor svobodného softwaru, který stál u zrodu projektů GNOME a Mono. Od roku 1992 vyvíjí svobodný software. Podílel se na vývoji souborového manageru Midnight Commander, jádra Linuxu a je autorem tabulkového procesoru Gnumeric.

## Život
Nedokončil studium na Mexické národní autonomní univerzitě (UNAM). V roce 1997 se ucházel o práci ve firmě Microsoft, kde měl pracovat na portu prohlížeče Internet Explorer pro Unix, ale nebyl pro své nedokončené vzdělání přijat.
Federico Mena a de Icaza začali v srpnu téhož roku vyvíjet svobodné grafické prostředí GNOME pro GNU/Linux a další unixové operační systémy. V roce 1999 založil spolu s Natem Friedmanem společnost Helix Code, kde zaměstnali mnoho vývojářů pracujících na GNOME. Roku 2001 přejmenovali firmu na Ximian a zahájili projekt Mono, který implementoval dle standardů firmy Microsoft vývojovou platformu .NET pro unixové operační systémy. Realizace tohoto projektu a linuxové zaměření firmy byly pravděpodobně hlavními důvody, proč byl Ximian koupen v roce 2003 firmou Novell. De Icaza byl poté viceprezidentem vývojářské sekce v Novellu (až do roku 2011, kdy byla firma pohlcena jinou).
Miguel de Icaza obdržel od Free Software Foundation v roce 1999 „Ocenění za rozvoj svobodného softwaru“, od MIT ocenění „Inovátor roku 1999“ a byl zmíněn jako jeden ze sta inovátorů nového století v časopisu Time v září 2000.
Miguel měl v roce 2001 cameo roli ve filmech Elita a The Code.
Miguel de Icaza byl velmi kritický k mexickým prezidentským volbám v červenci 2006. Kritizoval mexického prezidenta Felipe Calderóna a prohlašoval, že je zkorumpovaný politik. Článek s jeho kritikou se jmenoval Fraude en las elecciones del 2 de julio de 2006 („Podvod při volbách 2. července 2006“). Podobně kritický byl i vůči politice státu Izrael vůči Palestincům na okupovaných územích; na svém blogu kapitolu na toto téma nazval Israel: terrorist state („Izrael: teroristický stát“).
V roce 2003 se oženil s Brazilkou Marií Laurou Soares da Silva.